# Osen (Targovisjte)
Osen (Bulgaars: Осен) is een dorp in het zuidwesten van Bulgarije. Zij is gelegen in de gemeente Targovisjte (stad) in  oblast Targovisjte. Het dorp ligt ongeveer 10 km ten oosten van Targovisjte en 281 km ten oosten van de hoofdstad Sofia. 

## Bevolking
De telling van 1934 registreerde 513 inwoners. Dit aantal is sindsdien aan het dalen, alhoewel het inwonersaantal tussen de tellingen van 1985 en 2001 vrij stabiel was. Op 31 december 2019 werden er 61 inwoners geteld. 
Van de 69 inwoners reageerden er 69 op de optionele volkstelling van 2011. Zo'n 51 personen identificeerden zichzelf als etnische Bulgaren (73,9%), gevolgd door 11 personen die zichzelf als etnische Turken identificeerden (15,9%) en 7 Roma (10,1%).
Van de 69 inwoners die in februari 2011 werden geregistreerd, waren er 3 jonger dan 15 jaar oud (4%), terwijl er 28 inwoners van 65 jaar of ouder werden geteld (41%).